# Tom Sloan (télévision)
Pour les articles homonymes, voir Tom Sloan.
Thomas James H. Sloan (né le 14 octobre 1919 dans le Hertfordshire, mort le 13 mai 1970) est un journaliste et dirigeant de télévision anglais.

## Biographie
Tom Sloan est le fils d'un pasteur de l'Église libre d'Écosse et va au Dulwich College. Il entre à la BBC en 1939 dans le département des effets sonores. Il part au début de la Seconde Guerre mondiale rejoindre la Royal Artillery.
Il revient à BBC radio en 1946 comme interviewer et est correspondant au Canada pendant plusieurs années. En 1956, il vient à BBC Light Programme, dirigé par Ronnie Waldman. Il commente les concours Eurovision de la chanson 1957, 1958 et 1964 pour BBC Light Programme et les concours 1959, 1961 et 1968 pour BBC Television.
En 1961, il devient directeur des programmes de divertissement. L'une de ses premières volontés est de retenir Tony Hancock. À l'automne 1961, il approche les auteurs de Hancock, Ray Galton et Alan Simpson, avec l'idée d'une série appelée Comedy Playhouse puis leur commande Steptoe and Son. Sloan fournit aux téléspectateurs une vue plus difficile et plus critique socialement de la comédie, plus distant de la classe moyenne, comme la série Till Death Us Do Part.
Sous la direction de Sloan, le divertissement prend une place plus importante. En 1955, la BBC a six producteurs et diffuse cinq programmes par semaine tandis qu'en 1969, Sloan est en contact avec trente-quatre producteurs et responsables de seize programmes par semaine sur deux chaînes.
Il meurt le 13 mai 1970 alors qu'il est encore directeur des programmes.

## Source de la traduction
- (en) Cet article est partiellement ou en totalité issu de l’article de Wikipédia en anglais intitulé « Tom Sloan (television executive) » (voir la liste des auteurs).